# Sleepthief
Sleepthief — американский проект электронной музыки, созданный продюсером и композитором Джастином Элсвиком (Justin Elswick). Sleepthief часто сравнивают с такими группами, как Delerium и Balligomingo, исполняющими эмоциональную, мелодичную музыку. Так же, как и у этих групп, в музыке Sleepthief встречаются элементы поп-музыки с женским вокалом: одиннадцать вокалисток внесли свой вклад в альбом The Dawnseeker, многие из которых являются признанными артистками, а некоторые работали до этого с выше указанными группами.

## История
Джастин Элсвик родился в Нижней Калифорнии и был мормонским миссионером в Техасе. Он получил диплом истории в Университете Бригама Янга. В течение этого периода, Он становился композитором самоучкой. Джастин учился тоже в Ирландии, где Он получил диплом философий в Тринити-колледже, Дублин. Он получил другой диплом в Юридической школе Джея Рюйбена Кларка. Он работает адвокатом в Прово, Юта.
Джастин Элсвик тоже написал для сайта Musical Discoveries, посвящён певицам. Он был pедактором.

## История Sleepthief
Элсвик начал писать музыку для альбома за 10 лет до его выхода. Альбомом руководил и был в соавторстве Израэль Кёртис. Элсвик начал работать над песнями c Кёртисом в 2003. Рассел Эллиот, ответственный редактор Musical Discoveries, связал Джастинa c Jody Quine в декабре 2003. Oна былa первая певица Sleepthief. Oна записала три песни и снималa музыкальное видео в 2005. Вик Левак, который работал в Balligomingo c Джоди Kуаин, тоже играл на гитаре в альбоме The Dawnseeker.

## Дискография
- The Dawnseeker (2006)
- Labyrinthine Heart (2009)
- Mortal Longing (2018)